# Liste der Baudenkmale in Teldau
In der Liste der Baudenkmale in Teldau sind alle Baudenkmale der Gemeinde Teldau (Landkreis Ludwigslust-Parchim) und ihrer Ortsteile aufgelistet (Stand: Januar 2021).

## Amholz
| ID | Lage                    | Bezeichnung | Beschreibung | Bild |
| -- | ----------------------- | ----------- | ------------ | ---- |
|    | An den Wiesen 9 (Karte) | Gutshaus    |              |      |

## Bandekow
| ID | Lage                          | Bezeichnung                                  | Beschreibung | Bild             |
| -- | ----------------------------- | -------------------------------------------- | ------------ | ---------------- |
|    | Boizenburger Straße 3 (Karte) | Hallenhaus (hinter der Kirche, neben Nr. 16) |              |                  |
|    | (Karte)                       | Kirche mit Mauer                             |              | Kirche mit Mauer |
|    | Kirchhof (Karte)              | Gefallenendenkmal 1914–18                    |              |                  |
|    | Grauer Weg 20 (Karte)         | Hallenhaus, nur Giebel unverändert           |              |                  |

## Groß Timkenberg
| ID | Lage                   | Bezeichnung                                   | Beschreibung | Bild |
| -- | ---------------------- | --------------------------------------------- | ------------ | ---- |
|    | Am Hof 2 (Karte)       | Gutshaus mit Park                             |              |      |
|    |                        | Sandsteinkopf eines Schleusentores            |              |      |
|    |                        | Schmiede                                      |              |      |
|    | Sprengelshof 2 (Karte) | Wohnhaus mit Nebengebäude, ehemalige Büdnerei |              |      |

## Gülze
| ID | Lage                           | Bezeichnung                            | Beschreibung | Bild |
| -- | ------------------------------ | -------------------------------------- | ------------ | ---- |
|    | Am Kohlhof 1 (Karte)           | Büdnerei                               |              |      |
|    | An den Schaalwiesen 1 (Karte)  | Bauernhaus                             |              |      |
|    | Boizenburger Straße 2 (Karte)  | Bauernhaus                             |              |      |
|    | Boizenburger Straße 3 (Karte)  | Bauernhaus                             |              |      |
|    | Boizenburger Straße 10 (Karte) | Bauernhaus                             |              |      |
|    | Boizenburger Straße 13 (Karte) | Bauernhaus mit Nebengebäude            |              |      |
|    | Kastanienallee 3 (Karte)       | Gasthaus mit Saalanbau                 |              |      |
|    | Boizenburger Straße 29 (Karte) | Bauernhaus                             |              |      |
|    | Kastanienallee (Karte)         | Friedhof, ehemaliges Mausoleum Böttger |              |      |

## Schleusenow
| ID | Lage                     | Bezeichnung                    | Beschreibung | Bild     |
| -- | ------------------------ | ------------------------------ | ------------ | -------- |
|    | Am Sommerdeich 4 (Karte) | Wohnhaus                       |              | Wohnhaus |
|    | Am Sommerdeich 5 (Karte) | Wohnhaus und zwei Nebengebäude |              |          |
|    | Am Sommerdeich 7 (Karte) | Wohnhaus                       |              |          |
|    | Am Sommerdeich 9 (Karte) | Wohnhaus                       |              |          |

## Soltow
| ID | Lage                   | Bezeichnung                                             | Beschreibung | Bild                                                    |
| -- | ---------------------- | ------------------------------------------------------- | ------------ | ------------------------------------------------------- |
|    | An der Sude 1 (Karte)  | Wohnhaus, Nebengebäude und Tafel des Landwehrbataillons |              | Wohnhaus, Nebengebäude und Tafel des Landwehrbataillons |
|    | Am Sudedeich 4 (Karte) | Wohnhaus                                                |              |                                                         |

## Vorderhagen
| ID | Lage                           | Bezeichnung                         | Beschreibung | Bild |
| -- | ------------------------------ | ----------------------------------- | ------------ | ---- |
|    | Am Mittelholz 3 (Karte)        | Wohnhaus                            |              |      |
|    | Am Mittelholz 6 (Karte)        | Wohnhaus                            |              |      |
|    | Am Mittelholz 9 (Karte)        | Wohnhaus                            |              |      |
|    | Lindenstraße 13 (Karte)        | Häuslerei                           |              |      |
|    | Lindenstraße 19 (Karte)        | Büdnerei 77 (Warft- bzw. Wurtehaus) |              |      |
|    | Hinterhagener Straße 6 (Karte) | Schule und Nebengebäude             |              |      |

## Ehemalige Denkmale

### Hinterhagen
| ID | Lage                   | Bezeichnung | Beschreibung | Bild |
| -- | ---------------------- | ----------- | ------------ | ---- |
|    | Hinterhagen 41 (Karte) | Büdnerei    |              |      |